# Griesgundkopf
Der Griesgundkopf (auch Grießgundkopf) ist ein 2164 m hoher Nebengipfel des Alpgundkopfs in den Allgäuer Alpen.

## Lage und Umgebung
Er ist der nordöstlichste Gipfel der Gruppe der Schafalpenköpfe und liegt nordöstlich vom Alpgundkopf. Nördlich des Griesgundkopfes liegt der touristisch unbedeutende Schartenkopf, von dem der Griesgundkopf durch die Griesgundscharte getrennt ist.

## Besteigung
Auf den Griesgundkopf führt kein markierter Weg. Man erreicht ihn weglos entweder von Südosten vom Weg zum Guggersee oder von Nordwesten aus dem Warmatsgundtal. Beide Anstiege erfordern Trittsicherheit und Bergerfahrung. Der direkte Anstieg in Falllinie des Gipfels von Nordwesten ist wegen des brüchigen Gesteins gefährlich nicht zu empfehlen.

## Gipfelkreuz
Im Jahre 1987 wurde auf dem Griesgundkopf ein Gipfelkreuz errichtet.
Das Gipfelkreuz wurde im Juli 2011 durch eine Privatinitiative von drei Personen in Eigenregie erneuert, nachdem das alte Kreuz durch die Witterung sehr beschädigt war.

## Bilder

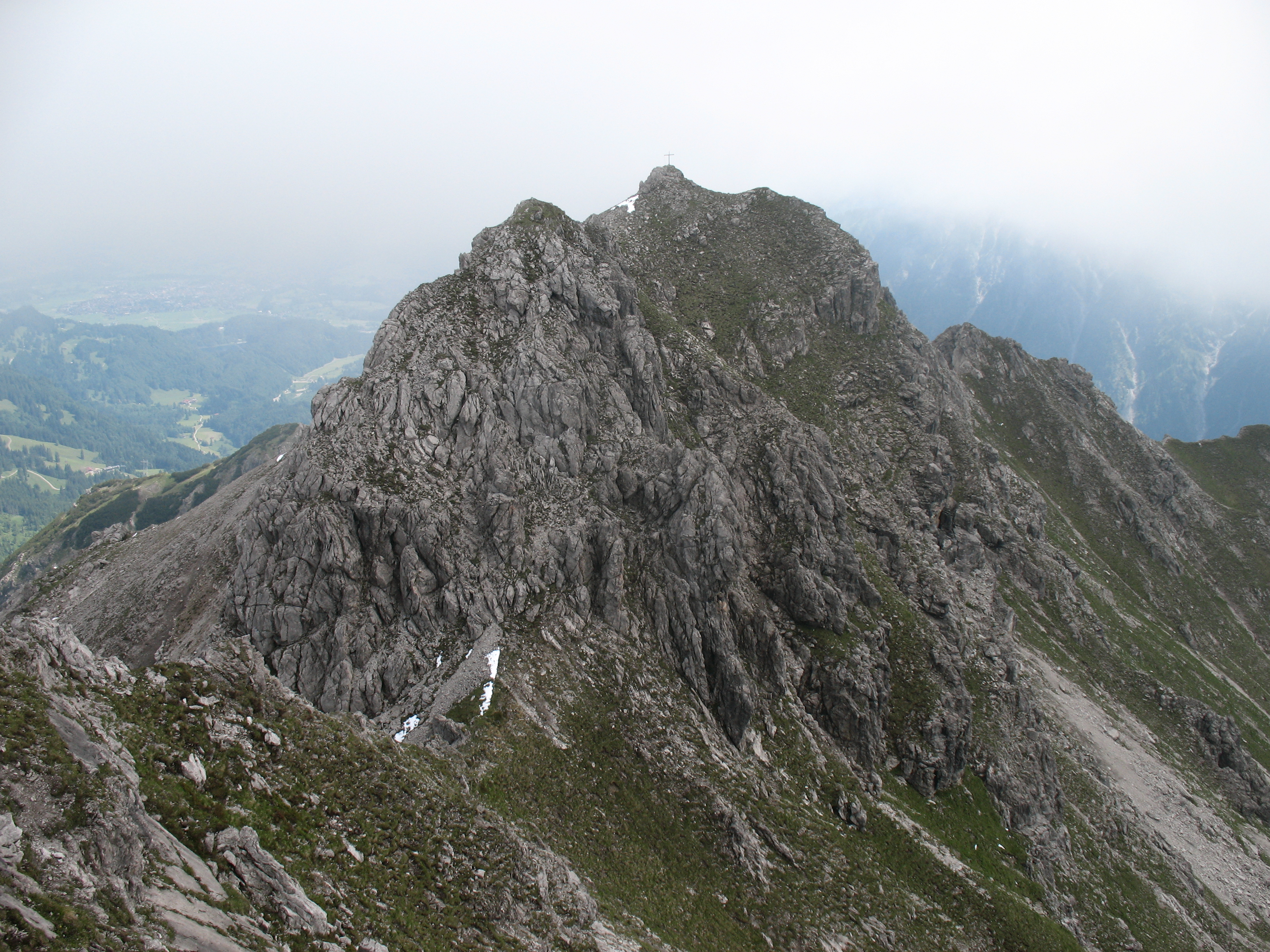
Gipfelaufbau vom Alpgundkopf
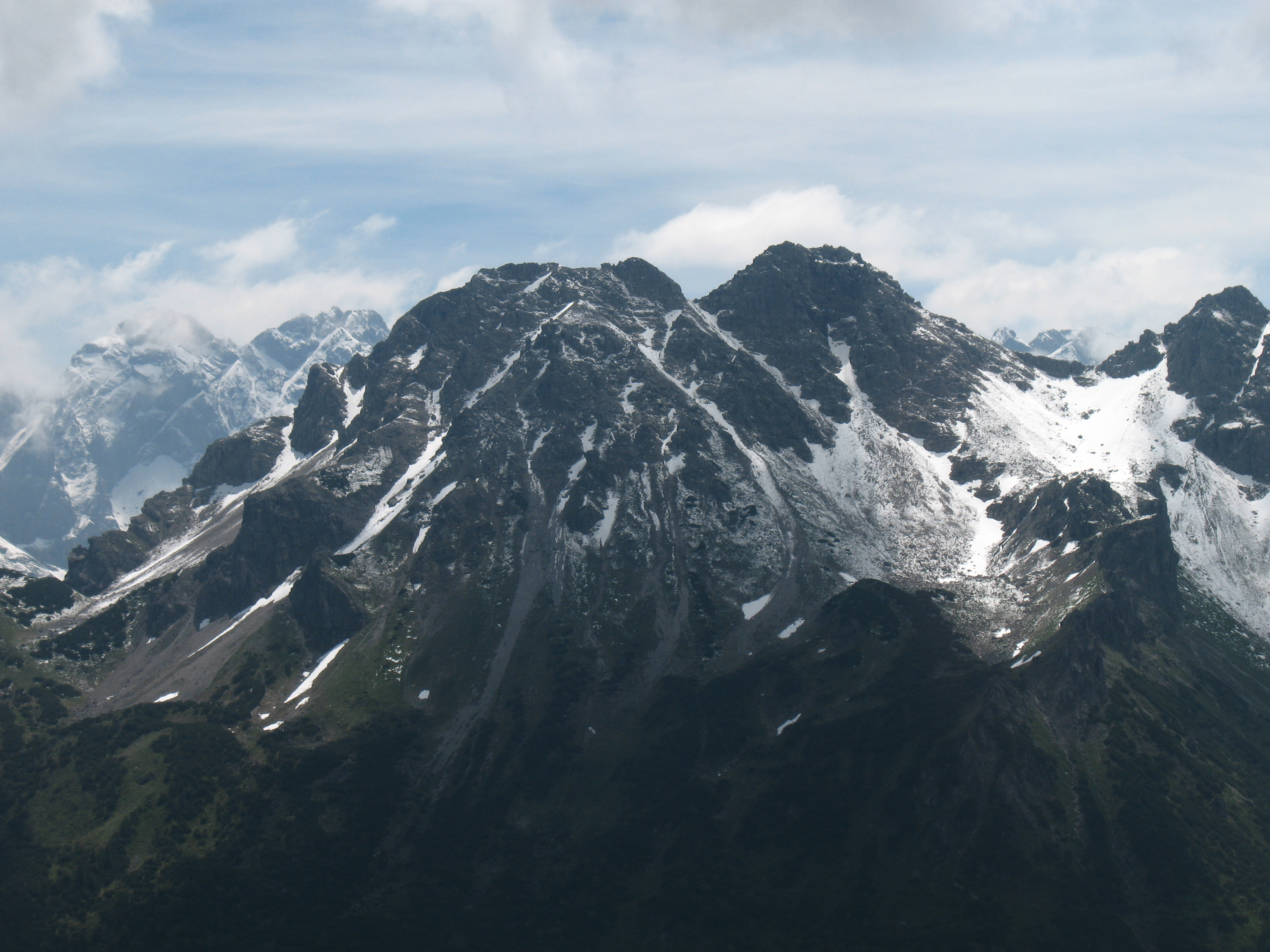
Aus Nordwesten
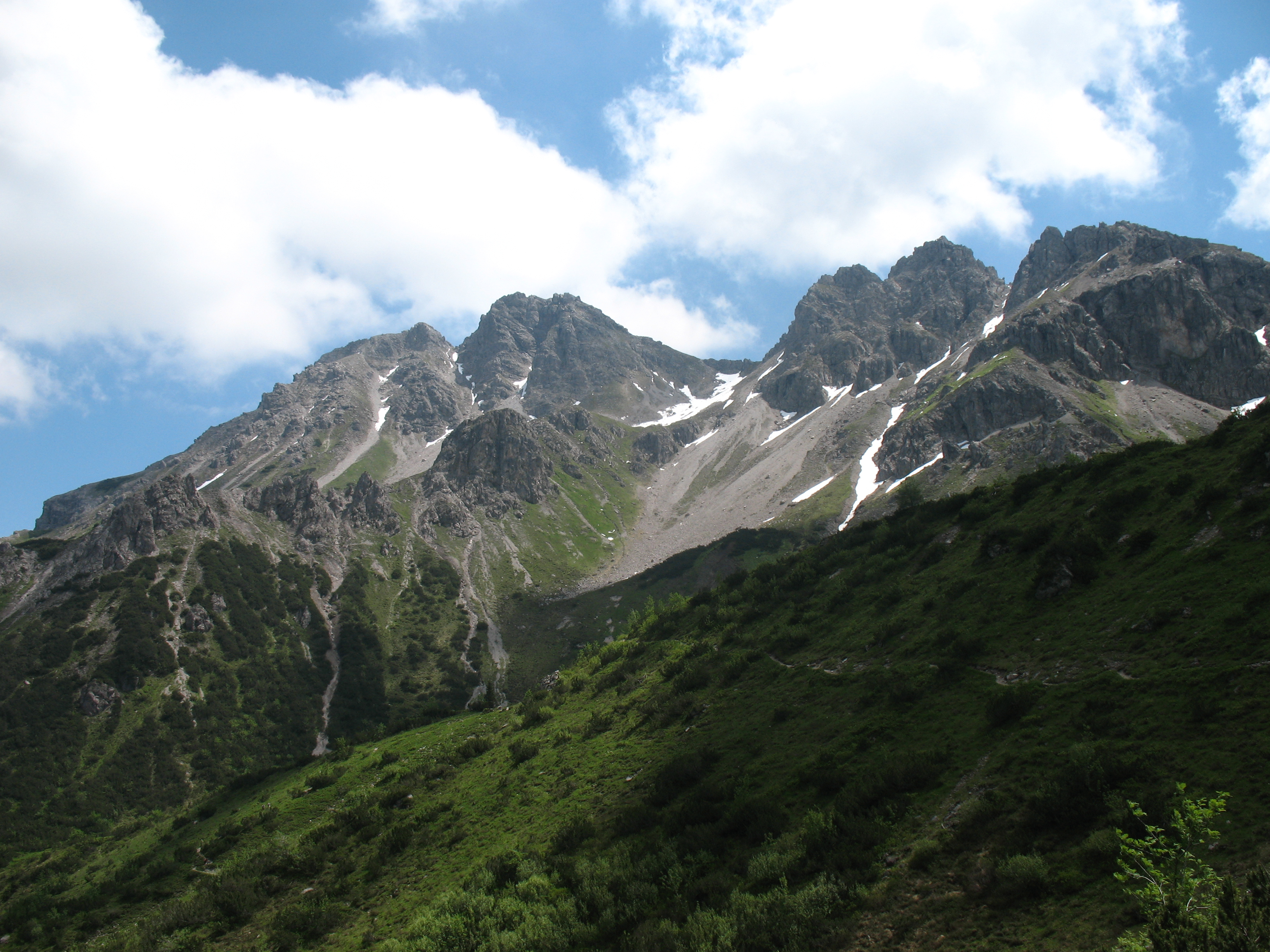
Mit Alp- (Mitte links) und Rossgundkopf (rechts)